# Geoffrey Hall-Say
Geoffrey Norman Edward Hall-Say (Bray, Berkshire, 27 d'abril de 1864 – Brighton, 21 de gener de 1940) va ser un patinador artístic sobre gel anglès que va competir a cavall del segle xix i del segle xx.
El 1908 va prendre part en els Jocs Olímpics de Londres, on guanyà la medalla de bronze en la prova figures especials del programa de patinatge artístic. Fou superat en la classificació pel rus Nikolai Panin i el seu compatriota Arthur Cumming.